# Анналы земли Прусской
Анналы земли Прусской (лат. Annales terrae Prussicae) — историческое сочинение, составленное ок. 1340 г. неким неизвестным по имени членом Тевтонского ордена и позднее продолженные другими лицами. Сохранились в рукописи XVI в. Охватывают период с 1029 по 1450 гг. Сообщают главным образом сведения по Тевтонского ордена и соседних стран.

## Издания
- Annales terrae Prussicae / ed. W. Arndt // MGH, SS. Bd. XIX. Hannover. 1866, p. 691—693[2].

## Переводы на русский язык
- Анналы земли Прусской в переводе И. М. Дьяконова на сайте Восточной литературы